# Második elefántcsontparti polgárháború
A második elefántcsontparti polgárháború 2011 márciusában tört ki, mikor Elefántcsontparton a folyamatban lévő válság annyira elmérgesedett, hogy katonai összetűzésre került sor az Elefántcsontpart elnökéhez, Laurent Gbagbóhoz, illetve a nemzetközi közösség által elismert vezető, Alassane Ouattarához hű erők között. Ezt több hónapos sikertelen tárgyalás és elszórt összecsapások előzték meg. A helyzet akkor vált válságossá, mikor Ouattara csapatai átvették az irányítást az ország túlnyomó része felett. Gbagbo visszaszorult Abidjanba, a legnagyobb városba. A nemzetközi szervezetek jelentései szerint mindkét fél több esetben is megsértette az emberi jogokat. A jogsértések legfőbb helyszíne Duékoué városa volt. Az ENSZ és Franciaország csapatai együttesen megtámadták Gbagbó rezidenciáját, hogy megvédjék az országban tartózkodó békefenntartókat és a polgári lakosságot. 2011. április 11-én Gbagbót az Ouattara megválasztott elnökhöz hű csapatok francia segítséggel letartóztatták az elnöki palotában.

## Előzmények
Az első elefántcsontparti polgárháborút 2002 és 2004 között vívták az akkor hatalmon lévő Laurent Gbagbo elnökhöz hű kormánycsapatok az északon élő muzulmánok érdekeit képviselő elefántcsontparti Új Erőkkel (Forces Nouvelles de Côte d'Ivoire). Az ország északi részén élő muzulmánok attól tartottak, hogy a délen élő keresztények túl sok hatalmat ragadnak magukhoz, és elnyomják az északiakat.
2002-ben Franciaország az Egyszarvú Hadműveletben (Opération Licorne) csapatokat küldött Elefántcsontpartra, hogy helyreállítsák illetve fenntartsák a békét. Az ENSZ elefántcsontparti műveleti egysége (az UNOCI) azért alakult meg 2004 februárjában, hogy betartassa a 2003 januárjában aláírt békeszerződést. 2004 végére befejeződtek a nagyobb harcok, már csak elvétve fordultak elő összecsapások, azonban az ország két részre szakadt: az északi részt a felkelők uralták, a délit a kormány. 2007 márciusában a két fél megállapodott, hogy új országos választást tartanak – ennek időpontját azonban többször is elhalasztották, és végül 2010-re írták ki. Gbagbót 2000-ben öt évre választották meg, a halasztások eredményeképpen további öt évig állt Elefántcsontpart élén.
A szavazatok összeszámlálása után a Független Választási Bizottság az északi jelöltet, Alassane Ouattarát nyilvánította a 2010-es elefántcsontparti választás győztesének. Az Alkotmányos Tanács elnöke – Gbagbo hivatalban lévő elnök szövetségese – azonban érvénytelenítette az eredményt, és Gbagbót hirdette ki a választás valódi győztesének. Mind Gbagbo, mind Ouattara győztesnek tekintette magát, és mindketten le is tették az elnöki esküt.
A nemzetközi közösség – így az ENSZ, az Afrikai Unió, az ECOWAS, az Európai Unió, az USA és a volt gyarmattartó Franciaország is – Ouattarát ismerte el győztesnek, és Gbagbo lemondását sürgették. December 18-án Gbagbo felszólította az ENSZ békefenntartóit, hogy hagyják el az országot. Ezt az ENSZ megtagadta, és a Biztonsági Tanács a csapatok mandátumát 2011. június 30-ig meghosszabbította. Az ellentétek feloldására kezdeményezett megbeszélések azonban kudarcba fulladtak. Az Ouattara és Gbagbo hívei között kirobbant erőszakhullámban több százan meghaltak és több millióan elmenekültek a lakóhelyükről. Leginkább Abidjan néptelenedett el.

## A konfliktus
Miután nyilvánosságra hozták a megkérdőjelezett választási eredményeket, elszórt összecsapások törtek ki országszerte, leginkább Abidjan térségében. Itt Ouattara hívei többször is összecsaptak kormánycsapatokkal és Gbagbot támogató milíciákkal. Gbagbo követőei elsősorban Ouattara támogatóit próbálták megfélemlíteni gyilkosságokkal, verésekkel és emberrablásokkal.
2011. márciusban fokozódott az erőszak, és olyan összecsapásokra került sor Abidjanban, melyben több tucatnyian az életüket vesztették. Ezek közül a legvéresebb egy március 17-i rakétatámadás volt, mikor Abidjan egyik Ouattarát támogató külvárosában egy támadásban 30 ember hat meg. Az ENSZ egyik jelentése szerint ez egy olyan előre eltervezett merénylet volt, mely kimeríti az emberiességi bűncselekmény fogalmát. Március 21. és 26. között további 52 ember vesztette életét abidjani összecsapásokban.
2011. február végén az ország nyugati részein is harcok törtek ki. Február 25-én az Új Erők elfoglalták a Libériával közös határon fekvő Zouan Hounien és Binhouye városát. A közeli Toulepleu felett az ellenőrzést március 7-én vették át. Doké március 12-én esett el, és az Új Erők tovább nyomultak Bloléquin felé. Ezt a várost március 21-én heves támadások után foglalták el.
Március 28-án az Új Erők – ekkor felvett új nevükön az Elefántcsontpart Köztársasági Hadserege (Republican Forces of Côte d'Ivoire, RFCI) – az egész országra kiterjedő támadásba kezdett. Ouattara egyik nyilatkozata szerint: "Minden békés lehetőséget felhasználtunk arra, hogy Gbagbo elismerje a bukását, és lemondjon a hatalmáról." Duékoué és Daloa az ország nyugati részén, míg Bondoukau és Abengourou a Ghánával közös keleti határszakaszán szintén az RFCI felügyelete alá került. Március 30-án Elefántcsontpart fővárosát, Yamoussoukrót és nyugaton Soubrét szinte ellenállás nélkül foglalták el. San Pédrót, a világ legnagyobb kakaószállításra szakosodott kikötőjét március 31-én a kora reggeli országban szerezték meg az RFCI katonái. Ugyanekkor foglalták el a közeli, szintén tengerparti Sassandra várost is. Ouattara ezen a napon elrendelte, hogy a szomszédos országokba vezető határokon erősítsék meg a katonai ellenőrzést.
A jelentések szerint a harcok jelentős károkat okoztak némelyik városban, ahonnan a lakosság tömegesen menekült. Mikor Ouattara csapatai megszerezték az ország közepén az ellenőrzést, a jelentések szerint rengeteg holttestet találtak. A Vöröskereszt Nemzetközi Bizottsága szerint csak Duékouében 800 embert gyilkoltak le, azt azonban nem sikerült hitelt érdemlően megállapítani, hogy ezért kit terhel a felelősség. Ouattara kormánya szerint több tömegsírt találtak "Toulepleu, Bloléquin és Guiglo közelében. Ezekért egyértelműen a helyi zsoldosok és Gbagbo seregei a felelősök." Az ENSZ szerint azonban számos halálesetért az RFCI okolható.
Március 30-án elfogadták az ENSZ BT 1975. határozatát, mely sürgette az elefántcsontparti pártokat, hogy vegyék figyelembe az emberek akaratát, és iktassák be az új elnököt, Alassane Ouattarát. Őt ismeri el elnöknek az Afrikai Unió, az ECOWAS, és a nemzetközi közösség túlnyomó többsége. A határozat szerint az UNOCI minden szükséges intézkedést megtehet a támadás közvetlen veszélyének kitett civilek épségének megőrzése érdekében.

### Az abidjani csata

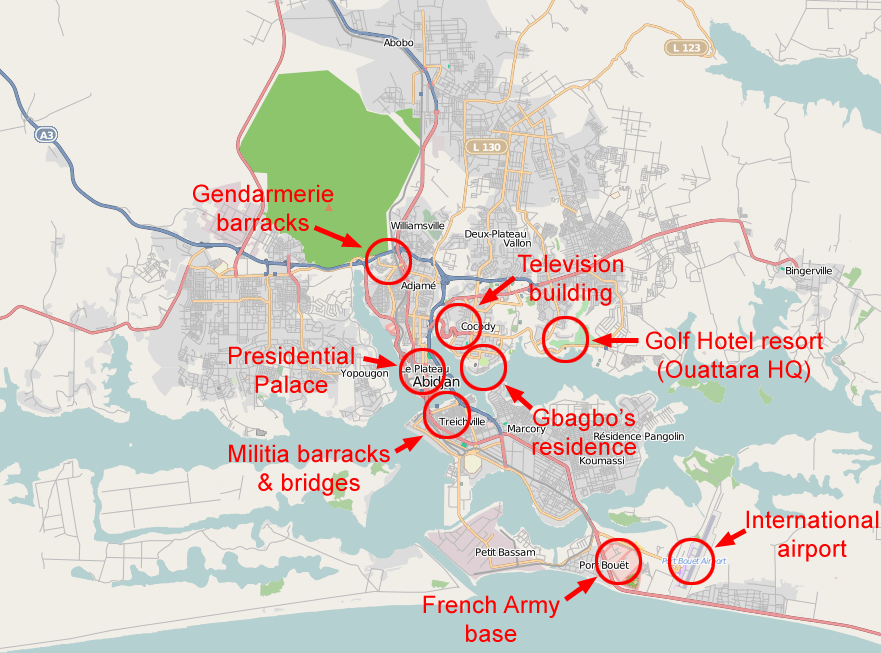
Abidjan, Elefántcsontpart kereskedelmi központjának a térképe, a legfontosabb helyszínekkel

Március 31-én heves tűzpárbaj tört ki Abidjanban. Ouattara támogatói egyszerre több irányból támadták meg a város területét. Ottlakók arról számoltak be, hogy az RFCI csapatai 2000–3000 fős csoportban gyalog léptek be a városba. Őket több tucat, kivilágítatlan autó követte. Ouattara elrendelte, hogy három napig 21 és 6 óra között a városban kijárási tilalom lesz érvényben.
Mikor Gbagbo csapatai elhagyták Abidjan nemzetközi repülőterét, a helyüket az ENSZ békefenntartói vették át. Gbagbo leghűségesebb támogatói, a Köztársasági Gárda csapatai ekkor az elnöki palota környékére vonultak vissza, hogy azt hatékonyan meg tudják védeni. A városban az ENSZ és Franciaország hadereje közösen vett részt védelmi műveletekben. Az ENSZ békefenntartó missziója arról számolt be, hogy március 31-én Gbagbo speciális egységei tűz alá vették az épületüket, és ezt körülbelül egy három órás tűzpárbajban viszonozták. Március 31. után négy alkalommal támadtak Gbagbo csapatai ENSZ-konvojokra és három békefenntartót sebesítettek meg. A város több részében is tűzpárbaj tört ki az ENSZ és Gbagbo csapatai között. Körülbelül 500 külföldi menekült keresett menedéket Port-Bouët-ben, a repülőtér melletti francia bázison.
Ouattara felszólította Gbagbo embereit, hogy tegyék le a fegyverüket, és megígérte, hogy Gbagbónak nem esik majd bántódása. Egyik nyilatkozata szerint: "Még mindig nem késő, hogy testvéreitekhez csatlakozzatok. Az országnak szüksége van rátok." Gbagbo támogatói közül sokan átálltak vagy harc nélkül megadták magukat, többek között a hadsereg vezérkari főnöke, Phillippe Mangou tábornok, aki saját maga a dél-afrikai nagykövet házába menekült. Ouattara oldalára állt át a katonai rendőrség parancsnoka, Tiape Kassarate tábornok is. Gbagbo agresszív nyilatkozatai ellenére hadseregének nagyobbik része úgy döntött, hogy nem veszi fel a harcot. Ezt a kommentátorok többsége az elefántcsontparti hadsereg alacsony harckészségének tulajdonította, illetve annak, hogy Gbagbo az ország ellen életbe léptetett szankciók miatt nem tudta megfizetni katonáit. Katonai források szerint a csendőrségből és a hadseregből 50 000 ember dezertált, és mindössze 2000 ember támogatta Gbagbót a végső összecsapás során.
A harcok Abidjan Cocody nevű kerületének két részén összpontosultak. Az egyik gócpontja az állami televízió székháza volt, amely március 31-én megszakította adását, a másik Laurent Gbagbo lakhelye körüli terület, ahol a Köztársasági Gárda és felfegyverzett egyetemi hallgatók adták az ellenállás magját. A város központi, Plateua kerületében fekvő elnöki palota környékéről is kézifegyverek és gránátok hangját lehetett hallani. Harcok törtek még ki Treichville kerületben, ahol a Köztársasági Gárda a város legfontosabb hídját védte, valamint az Aganban lévő csendőrségi központ körül.
Április 2-án heves tűzpárbajt lehetett hallani az agbani katonai támaszpont és az elnöki palota környékéről. Az RTI állami televíziós társaság ismét visszakerült Gbagbo támogatói kezébe, miután rövid időre elhallgatott. Sok abidjani arról számolt be, hogy korlátozott az élelmiszer-ellátás, mivel a harcok miatt kevesen merészkednek ki, így kevesebbszer tudnak vásárolni.
Ugyanezen a napon az ENSZ főtitkára azt mondta a BBC-nek, hogy „ebben a helyzetben melegen ajánlom Gbagbo úrnak, hogy mondjon le, és adja át a hatalmat a törvényesen megválasztott elnöknek, Ouattara úrnak."
Április 4-én megkezdték a nem katonai ENSZ-alkalmazottak kimenekítését. Ezzel egyidejűleg több száz francia katona érkezett az abidjani reptérre. Az ENSZ és Franciaország harci helikopterei tüzet nyitottak Gbagbo támogatóinak állásaira, egy francia szóvivő nyilatkozata szerint a támadást tüzérségi eszközök és páncélozott járművek ellen hajtották végre. Szemtanúk beszámolói szerint két ENSZ-színekben repülő Mi–24P típusú harci helikopter lőtt rakétákat az akoudéoi katonai támaszpontra Abidjan területén. Az ENSZ helikoptereit az ukrán hadsereg kötelékébe tartozó személyzet üzemeltette, akiket az ENSZ kötelékének adtak át. A támadást követően Gbagbo egyik szóvivője azt mondta, az ilyen beavatkozások "illegálisak, törvénytelenek és elfogadhatatlanok". Az ENSZ főtitkára, Pan Gimun megvédte az akciót, mivel „az ENSZ missziója önvédelemből tette ezt, és azért, hogy megvédje a civileket." Megjegyezte, hogy Gbagbo csapatai lőtték az ENSZ járőröket és a szervezet abidjani székházát nagy kaliberű fegyverekkel felszerelt orvlövészek, valamint rakéta meghajtású gránátokkal és aknavetőkkel támadták. A támadásban négy békefenntartó sebesült meg.
Április 4-én Phillippe Mangou tábornok elhagyta a dél-afrikai nagykövet szállását, és ismét csatlakozott a kormányzat csapataihoz. Ouattara televíziós állomásán egy újságíró, Serges Alla ezeket mondta: "Mangout kényszerítették, hogy elhagyja a dél-afrikai nagykövetség épületét, mégpedig azzal, hogy a hozzátartozóit Gbagbo szövetségesei elrabolták. A vezetőség azzal akarta rávenni, a visszatérésre, hogy máskülönben felrobbantják a faluját. "
2011. április 5-én reggel Ouattara seregei bejelentették, hogy elfoglalták az elnöki palotát. Ugyanezen a napon Philippe Mangou, Laurent Gbagbo csapatainak vezére tűzszünetet kért.
A jelentések szerint a francia hadsereg több, Gbagbóhoz hű katonai járművet megsemmisített egy április 7-én végrehajtott katonai akcióval, amelynek legfőbb célja az volt, hogy kimentsék Japán nagykövetét, Yoshifumi Okamurát.
Április 8-án az Ouattarához hű fegyveresek tovább támadták Gbagbo rezidenciáját. Ouattara arról számolt be, hogy teljesen bekerítették a területet, így a polgári lakosság biztonságban van. Azt mondta, a csapatok arra várnak, hogy Gbagbo kifogyjon vízből és élelemből. Azonban Gbagbo Párizsban élő tanácsadója, Toussaint Alain azt mondta, az önkényes vezető nem fogja feladni magát. Ugyanezen a napon a Gbagbohoz hű erők rakétákkal, aknavetőkkel és harckocsikkal folytatták a küzdelmet és ellenőrzésük alá vonták Plateau és Cocody kerületeket.
Április 9-én Gbagbo fegyveresei a jelentések szerint lőtték a Golf Hotelt, Ouattara főhadiszállását. A támadók állítólag mesterlövészfegyverekből és aknavetőkből nyitottak tüzet, amit az ENSZ békefenntartói viszonoztak. A rákövetkező napon az ENSZ és a francia csapatok további támadásokat hajtottak végre Gbagbo csapatainak nehézfegyverzete ellen, a Mi–24 és az SA 341 Gazelle harci helikopterek bevetésével. A támadás állítólag komoly károkat okozott az elnöki palotában.

### Gbagbo letartóztatása
Április 11-én Ouattara seregei elözönlötték Gbagbo rezidenciáját, és letartóztatták. A végső támadást francia csapatok, helikopterek és harckocsik biztosították, bár Gbagbot magát Ouattara katonái fogták el. A támadás során Gbagbo, felesége, fia és körülbelül 50 támogatója esett fogságba, őket ezután a Golf Hotelbe, Ouattara főhadiszállására vitték, ahol átadták őket ez ENSZ csapatoknak.

### Duékouéi mészárlás
Guillaume N'Gefa, az ENSZ elefántcsontparti missziójának a szóvivője szerint mikor Ouattara seregei elfoglalták Duékoué városát, 330 embert öltek meg. Közülük legalább 100 ember életét Ouattara seregei oltották ki. N'Gefa szerint azonban a többséggel az ouattarát támogató dozók ölték meg.
N'Gefa azt mondta, egy ENSZ-csoport már vizsgálódik, és lehet, hogy a halottak száma még emelkedik. Korábban a Vöröskereszt Nemzetközi Bizottsága legalább 800 halottról beszélt. A római katolikus Karitász az áldozatok számát legalább ezerre becsüli. A helyszínen járt képviselőjük arról számolt be, hogy megrázó volt a gyilkolás mérete és brutalitása is. Március 28. óta több tízezer nő, gyermek és férfi próbálja meg elhagyni Duékouét.
Április 7-én Rupert Colville, az ENSZ Emberi Jogi Főbiztosságának a szóvivője kijelentette, hogy csapata 15 újabb holttestre bukkant, így a március 28–29-i összecsapások áldozatai közül már 244-et megtaláltak. A legtöbb halott egy olyan népcsoporthoz tartozott, akik leginkább Gbagbo támogatóinak számítanak. Úgy tűnik, többüket élve elégették.

### Mészárlás Blolequin és Guiglo közelében
Április 7-én Rupert Colville azt mondta, 40 holttestet találtak Blolequinben, ahol a guerréket elkülönítették, majd a többi népcsoporttal végeztek. Guigóban 60 holttestet találtak, és több nyugat-afrikai is volt köztük.

### A harcok vége, tárgyalás a megadásról
Miután Gbagbo katonai vezérkara felszólította a harcoló feleket, hogy kössenek tűzszünetet, a jelentések szerint Abidjanban befejeződtek a lövöldözések. A helyszínre küldött ENSZ-képviselő, I. P. Choi azt mondta, Gbagbo vezérkara szétesett, és vége a háborúnak. Gbagbo tárgyalásokat kezdett a kapitulációról. Alain Juppe francia külügyminiszter azt mondta, közel van az idő, mikor Gbagbo távozik már a hatalomból. Az ECOWAS csoport megígérte, hogy ha átadja a hatalmat Outtarábnak, akkor biztosítják Gbagbo és családja számára a békés távozás lehetőségét. Azonban a megválasztott elnökhöz hű erők 2011. április 6-án a sikertelen tárgyalásokat követően megpróbálták elfogni Gbagbót a saját abidjani házában.
Április 11-én az Outtarához hű fegyveresek francia katonák segítségével elfogták Gbagót és Outtara elnök főhadiszállására szállították.

## Fenyegetések, támadások és az emberi jogok megsértése
Az ellenzék egyik vezéralakja, Guillaume Soro azt állította, hogy Gbagbo biztonsági erői és a libériai zsoldosok terrorista támadásokat indítottak, és 200 halottért valamint 10000, lövöldözésben megsebesült emberért, 40 rejtélyes eltűnésért és 732 letartóztatásért halálbrigádok tehetők felelőssé. A The Guardiannek azt mondta, nőket vertek meg, vetkőztettek le és erőszakoltak meg „Mikor veszi már észre a nemzetközi közösség, hogy agyament öldöklés folyik Elefántcsontparton?" Az Amnesty International rengeteg jelentést kap Elefántcsontparton történt atrocitásokról. 2011. márciusig több mint 450 000 polgár hagyta el az országot, közülük pedig legalább 370 000 Abidjanból származik.
Március 3-án olyan jelentések érkeztek, melyek szerint Gbagbo megszüntette az áram- és vízellátást az Ouattara támogatói lakta területeken.
2011. március 10-én bejelentették, hogy Gbagbom minden francia és ENSZ által küldött légijárművet kitiltott az ország légteréből. Ez alólk csak azok a gépek jelentenek kivételt, melyeknek a közlekedési minisztérium kimondottan engedélyt adott. Az ENSZ nem veszi figyelembe a tilalmat, és továbbra is helikoptereket küld Ouattara megsegítésére. Gbagbo semmit nem tud tenni a tilalom betartatása érdekében.

### Nagyobb összecsapások

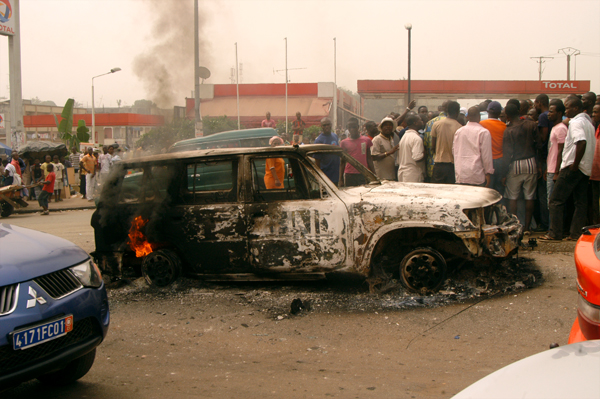
Kiégett gépkocsi Abidjanban.

- 2010. december 16-án nagyobb utcai harcokra került sor az ellenzék támogatói és a biztonsági erők között. Abidjanban valamint Yamoussoukróban 44 ember vesztette életét. Köztük volt az RDF 32 tagja, 10 rendőr és az Elefántcsontparti Új Hadsereg (FN) 2 lázadó katonája.[5][78][79]
- December 30-án olyan jelentések láttak napvilágot, melyek Abidjan Gbagbo által ellenőrzött részén 80 embert rejtő tömegsírról számoltak be. Ezt a hírt azonban nem erősítették meg, mivel a biztonsági erő nem engedélyezték az ENSZ küldötteinek, hogy felkeressék a helyszínt.[80] Hat nappal korábban N’Dotre falu környékéről jelentettek tömegsírokat. Ezeket a kormányzat katonái ellenőrzik.[81]
- 2011. január 3. és 6. között Duékouében a két tábor között kitört tűzharcban 33 törzsi tag és civil vesztette életét. A csata azért robbant ki, mert mikor a főúton kiraboltak egy buszt, az egyik női utas életét vesztette.[82]
- Január 11–12-én Ouattara támogatói a rendőrökkel vívtak tűzpárbajt. Itt automata fegyvereket, valamint rakétavetős gránátokat is bevetettek. Ezelőtt a rendőrség Abidjan egyik külvárosában fel akart oszlatni egy ellenzéki megmozdulást. 11 ember – 8 rendőr, az RDR két tagja és egy civil biztonsági őr – vesztette életét.[83][84]
- Január 14-én Ouattara egyik katonája lelőtt egy holland katonát, aki Gbagbót támogatta. A helyszín a főváros melletti egyik kakaó ültetvény volt.[85]
- Február 21. és 22. között újabb összetűzésre került sor a biztonsági erők és Ouattara támogatói között. A kormányzat katonái ugyanazokban a kerületekben járőröztek, mint a megelőző hónapban. 21-én 12 ellenzékit öltek meg, köztük ez 14 éves fiút. A katonaság automata fegyverekkel és rakétagránátokkal lőtte a területet.[86] 22-én, másnap ellenzéki kommandósok lepték el a kormányzati gerillák állásait, és 10–15 fegyverest megöltek.[87]
- Február 24-én Abidjanból több összecsapásról is beszámoltak. Másnap újabb problémákról érkeztek jelentések. Ekkor az északi területeket ellenőrző seregek egy olyan városba hatoltak be, mely addig Gbagbo felügyelete alatt állt. Ekkor kezdtek el attól félni, hogy az országban újból polgárháború tör ki.[88]
- Március 1-jén Gbagbo támogatói külföldi üzleteket és ENSZ-képviseleteket támadtak meg Abidjanban.[89]
- Március 3-án az Aya Virginie Toure 15 000 fős, nőkből álló tömeget szervezett, akik békés tüntetést tartottak Abidjanban.[90] Abobóban biztonsági rők fogadták őket, akik tankokból tüzeltek rájuk.[91] on the women.[92] Hét nőt megöltek, százat megsebesítetek.[93]
- Március 13-án Gbagbo támogatói támadást indítottak Abidjan Abobo nevű külvárosában, hogy kiűzzék onnét Ouattara szimpatizánsait. A csőcselék is ellepte az utckat, és arra dfigyeltek, mikor kit támadhatnak, illetve ölhetnek meg. Az összetűzésnek legalább 10 áldozata és ennél még több sebesültje volt.[94]
- Március 8-án, a nemzetközi nőnap alkalmából 45 000 nő[95] vett részt országszerte egy békés tüntetésen. Kourmassiban fiatal katonákba futottak, akik hosszú pengéjű késekkel és automata fegyverekkel voltak felfegyverkezve.[96] Abidjanban a hadsereg három nőt és egy férfit ölt meg.[97]
- Március 17-én Abobóban a közeli katonai laktanyából rakétákat lőttek ki a piacra. Ennek a támadásnak 30 áldozata lett.[98] Nem világos, hogy a lövéseket Gbagbo vagy Ouattara támogatói adták-e le, bár ez a terület általában Ouattara szimpatizánsainak a lakhelye.[99] Március 18-án az ENSZ egy olyan közleményt hozott nyilvánosságra, mely szerint „a rakétatámadás civilek ellen elkövetett, előre megfontolt támadás volt, mellyel emberiesség elleni bűnt követtek el.”[25]
- Március 21. és 26. között Abidjanban különféle összetűzésekben 52 ember vesztette életét.[100]
- 2011. március 28-án Ouattarához hű fegyveresek véres tűzpárbaj után elfoglalták Duékoué területét.[101][102] Az ENSZ adatai szerint a város elfoglalásakor 330 ember vesztette életét. Többségüket Ouattara, 110 embert pedig a kormány támogatói öltek meg.[49][103] Ouattara katonái később elmondták, hogy legfőbb céljuk elérni Libéria határát, mert szerintük Gbagbo onnét szerzi be az utánpótlást.[101]
- Március 31-én Ouattaráék 4 napos hadjárata – miután elfoglalta a kakaóexport szempontjából fontos San Pedrót és a hivatalos fővárost, Yamoussoukrót – elérte Abidjant. Egy hét alatt több száz kilométernyit haladtak az ország központja felé.[104] Laurent Gbagbo elitcsapatai elfoglalták az állásaikat az elnöki palota környékén. Ezalatt francia katonákat és ENSZ-helikoptereket vezényeltek a területre, hogy megvédjék a civilek életét és megpróbálják fenntartani a békét.[104]
- Április 2-án 1400 francia 1400 francia és más nemzetiségű (köztük 900 libanoni) érkezett meg az Abidjani repülőtéren felállított menekülttáborba. Libanon elnöke, az ENSZ emberei és francia parancsnok segítettek abban, hogy el tudják helyezni azokat a libanoniakat, franciákat és más afrikai embereket, akik el akarják hagyni Elefántcsontpartot.[105][106][107][108] Abidjan központi köretét, a palota környékét még mindig a Laurent Gbagbóhoz hű katonák tartották ellenőrzésük alatt. A jelentések szerint március 31. óta 800–1000 ember vesztette életét.[109]
- Április 3-án olyan hírek jelentek meg, melyek szerint az elmúlt hónapban széles pengéjű késekkel és különféle fegyverekkel felfegyverkezett támadók több mint 1000 embert öltek meg Duékoué közelében. Ezt a területet olyan seregek tartották ellenőrzésük alatt, melyek a katolikus Karitász szerint egy nemzetközileg elismert vezetőséget akartak az országuk számára. Az ENSZ elefántcsontparti missziójának vezetője azt mondta, egy nemzetközi csoport vizsgálja, mi történt a város közelében.[109] Szerintük Ouattara és gbagbo csapata is részt vett a mészárlásban.[110]
- Április 4-én a francia hadsereg hivatalosan is átvette az abidjani repülőtér feletti ellenőrzést. Ezzel az Elefántcsontparton élő külföldiek evakuálást akarják biztosítani. A Karitász ismét bejelentette, hogy szerinte 800–1000 embert öltek meg Duékoué közelében. A külföldiek és a Karitász segélycsapatai is megrettentek attól, milyen rossz állapotok uralkodnak az országban.[111]

## Nemzetközi reakció
- Március 8-án Leymah Gbowee egy nyilatkozatban támogatta[112] a keresztény és muzulmán nők békés felvonulását Elefántcsontparton, és az eseményt a nők hasonló libériai felvonulásával hasonlította össze.
- Henry Odein Ajumogobia nigériai külügyminiszter azzal vádolta a nemzetközi közösséget, hogy minden figyelmét a líbiai polgárháborúnak szenteli, és teljesen figyelmen kívül hagyja az elefántcsontparti vérengzéseket.[113]
- Március 23-án az ECOWAS közgyűlésén Nigéria elnöke, Goodluck Jonathan sürgette az ENSZ BTt, hogy fogadjon el egy elítélő határozatot. Szerinte az elefántcsontparti helyzet aláássa egész nyugat-Afrika biztonságát.[114]
- Március 23-án békeaktivisták megszervezték az Ezer Nő Menetét. Minden résztvevő fehér pólóba öltözött.[115] Nyugat-Afrika több országa is képviseltette magát. Elefántcsontpart, Nigéria, Ghána, Libéria, Sierra Leone és Togo is megjelent a rendezvényen. Sajtóközleményükben az ECOWAS tagállamainak államfői által tett nyilatkozatot erősítették meg.[116]
- Március 30-án egyhangúlag elfogadták az Egyesült Nemzetek Szervezete Biztonság Tanácsának 1975. határozatát. Ebben Laurent Gbagbót felszólítják, hogy haladéktalanul mondjon le államfői pozíciójáról, és engedje át a hatalmat a nemzetközileg elismert elnöknek Alassane Ouattarának. A határozat szankciókkal sújtja Gbagbót és közeli hozzátartozóit.[117] A határozatot Franciaország és Nigéria is támogatta.[118]
- Az utóbbi két évben sokkal többet foglalkozott az ENSZ BT Elefántcsontparttal, és sokkal több határozatot hozott vele kapcsolatban, mint akármelyik másik országot érintően.[119]

### Kritikája
- Szergej Lavrov orosz külügyminiszter azt mondta, országa mindenképp szeretné biztosítani, hogy az ENSZ békefenntartói fegyvert is alkalmazhassanak. A hivatalos orosz nyilatkozatok szerint minden külföldi beavatkozás csak tovább mélyíti az addig kialakult konfliktust.[120]
- A nemzetközi visszhang alapján a Líbiában termelt olaj sokkal fontosabb, mint az Elefántcsontparton termelt kakaó. Ez lehet a két országban bekövetkezett változásra adott eltérő válasz mögött.[121]

## Menekültek

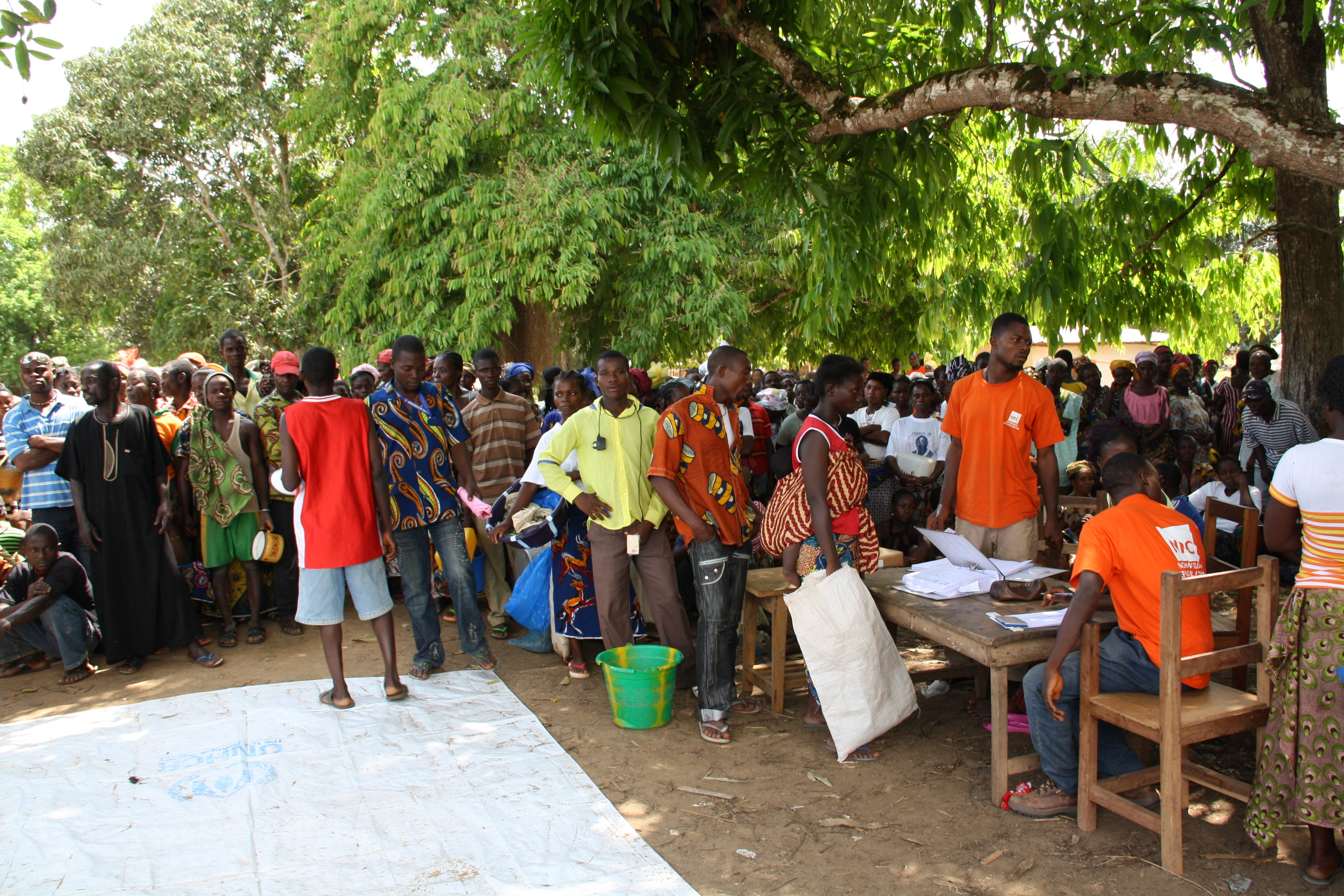
Menekült elefántcsontpartiak ételért állnak sorban Libériában.

Az ENSZ adatai szerint a folyamatos zavargások miatt 100 000-nél is többen hagyták el az országot, és menekültek át Libériába. Old Pohanban, egy határmenti libériai faluban sokkal többen vannak a menekültek, mint a valóban ott élők. Ráadásul egyre többen és többen érkeznek a határ másik oldaláról. Ellen Johnson-Sirleaf, Libéria elnöke egyszer így nyilatkozott: „Ez nagyon fenyegeti Libéria stabilitását, és szerintem az összes szomszédos országban is ez a helyzet.” Az ENSZ úgy akarja csökkenteni a határmenti településekben maradó elefántcsontpartiak számát, hogy Libéria belsejében, Elefántcsontparttól nagyjából 40 km-re nyitott egy menekülttábort. A menekültek Ghána irányába is nagy számban indultak meg.
A nemzetközi fejlesztésekért felelős brit árnyékminiszter, Mark Lazarowicz szerint nagyon kevés pénz áll az ENSZ rendelkezésére az Elefántcsontpartot és Libériát segítő alapok pénzzel történő feltöltéséhez.

## Zsoldosok
Gueu Michel tábornok, Elefántcsontpart nyugati részén Ouattara csapatainak a vezetője szerint Laurent Gbagbo seregeiben libériai zsoldosok is harcolnak. Az ENSZ és Libéria illetékesei is megerősítették azt az információt, hogy több zsoldos is átlépte Libéria és Elefántcsontpart határát, hogy segítsék megőrizni Gbagbo hatalmát.

## Pénzügyi hatások
Elefántcsontpart 2 300 000 000 dolláros államkötvény-állományának árfolyama április 6-án 4 hónapos csúcsra emelkedett, miután a nemzetközi pénzpiacok biztosra vették Gbagbo lemondását. A kötvények árfolyama ekkor 55 cent/USD, hozamuk 11,7% volt.